# سیارک ۱۳۵۹
سیارک ۱۳۵۹ (به انگلیسی: 1359 Prieska، نامگذاری:1935OC) هزار و سیصد و پنجاه و نهمین سیارک کشف شده‌است که در ۲۲ ژوئیه ۱۹۳۵ کشف شد.
قدر مطلق سیارک برابر ۱۰٫۵۰ است.